# André Basile
Pour les articles homonymes, voir Basile.
André Basile, né le 14 septembre 1969 à Nice, est un footballeur français devenu par la suite entraîneur de football. Il évolue durant sa carrière de joueur au poste d'attaquant.

## Biographie
André Basile joue en catégories de jeunes au Cavigal Nice Sports jusqu'en 1986 quand il rejoint la réserve de l'Olympique de Marseille. Il connaît ensuite trois apparitions en équipe première entre 1987 et 1990. Il est ensuite prêté au FC Istres de 1990 à 1991, avant d'être transféré au FC Mulhouse en 1991. Il y marquera 22 buts en trois saisons de deuxième division. 
Il joue ensuite au Perpignan FC lors de la saison 1994-1995 (4 buts inscrits en 27 matchs) puis au Cercle sportif dijonnais de 1995 à 1996. Après un passage à Châtellerault puis à Tours, il termine sa carrière professionnelle à l'Olympique d'Alès de 1999 à 2002.
En février 2002, après deux semaines de stage au CTNFS de Clairefontaine, il est diplômé du brevet d'État d'éducateur sportif 2e degré (BEES 2). Un an plus tard, il devient entraîneur de l'Olympique d'Alès pour deux saisons avant de partir en 2011 entraîner de l'AS Lattoise.
Entre 2016 et 2019, il entraîne l'AS Rousson qu'il amène pour sa première saison en finale de la Coupe du Gard-Lozère (défaite 0-1 face à Mende). Pour sa deuxième saison, l'équipe première finie championne de sa poule de Régionale 2 à quatre journées de la fin et jouera donc en Régionale 1 pour la saison 2018-2019. Elle atteint aussi la finale de la première édition de la Coupe d'Occitanie (défaite 0-1 contre l'AS Frontignan AC).  

## Palmarès
- Olympique de Marseille :
  - Champion de France en 1989 et 1990